# Saltville
Saltville is een plaats (town) in de Amerikaanse staat Virginia, en valt bestuurlijk gezien onder Smyth County en Washington County.

## Demografie
Bij de volkstelling in 2000 werd het aantal inwoners vastgesteld op 2204.
In 2006 is het aantal inwoners door het United States Census Bureau geschat op 2249, een stijging van 45 (2.0%).

## Geografie
Volgens het United States Census Bureau beslaat de plaats een oppervlakte van
21,0 km², waarvan 20,9 km² land en 0,1 km² water. Saltville ligt op ongeveer 548 m boven zeeniveau.

## Plaatsen in de nabije omgeving
De onderstaande figuur toont nabijgelegen plaatsen in een straal van 24 km rond Saltville.